# Гимназија Мркоњић Град
Гимназија Мркоњић Град једна је од двије средње школе на општини Мркоњић Град. Налази се у улици Симе Шолаје 92 у Мркоњић Граду, у истој згради са Средњошколским центром Мркоњић Града, раније познатим као Машинска школа.

## Историјат
Реновирана фискултурна сала, коју користе ученици Гимназије и Средњошколског центра, је отворена 24. октобра 2016. са урађеном комплетном унутрашњом санацијом од подова, плафона, нове столарије и опреме и тако представља највећу реконструкцију сале од њеног отворења. У реконструкцију је уложено око 100.000 конвертибилних марака, а радове је финансирала општина Мркоњић Град, док је извођач било предузеће Зидарт. Средњошколски центар има опремљену радионицу са савременим CNC машинама (CNC глодалица, CNC струг и роботска рука) које је донирао предсједник Републике Србије Александар Вучић у вриједности од 300.000 еура за обављање практичне наставе за занимање Техничар CNC технологија. Рад на новој радионици је био током првог полугодишта школске 2021—2022. године. Адаптација цијеле школе је узорковала помјерање почетка наставне године, септембра 2021. Комплетан школски објекат који дијеле са гимназијом је реконструисан са буџетом од милион конвертибилних марака, направљен је кабинет, радионица за CNC машине, реконструисан ентеријер и екстеријер школе. Уз финансијску подршку предсједнице Републике Српске, општине Мркоњић Град и UNDP-a је реализован пројекат енергетске ефикасности и санација крова на главном дијелу школе. Улагања у опрему школе су била вишеструка, донацијом рачунара Министарства просвјете и културе Републике Српске су опремљена два информатичка кабинета у ЈУ Средњошколском центру Мркоњић Град. Данас броје укупно 674 ученика на простору површине 3974m² тако да, при двосмјенском раду, сваки ученик располаже са 13,24m² простора. Садрже образовни профил Општи смјер Гимназија. Добитници су награде Академије средњоеуропских школа (АЦЕС) за иновативни прекогранични школски пројект „Одрастање уз цртане филмове” о теми медијске писмености, у категорији Судјеловање ученика.

## Активности
Неке од активности Гимназије Мркоњић Град су:
- Обележавање три вијека од рођења Имануела Канта 16. фебруара 2024.
- Манифестација „Дан отворених врата” и промоција школе[8]
- Ликовни конкурс „Ремек–дјело као инспирација”[9]
- Фото конкурс на тему љубав[10]
- Калиграфски конкурс
- Предавање на тему „Млади – значај менталног здравља”
- Посјета Основном суду у Мркоњић Граду поводом Свјетског дана људских права[11]
- Радионица за ученике о религијском дијалогу и универзалним порукама мира различитих свјетских религија у склопу пројекта „Иницијатива младих за  помирење и одрживи мир”[12]
- Фестивал ученичке креативности „Будућност”